# Музей Александра Франкони
Музей Александра Франкони (фр. Musée Alexandre-Franconie), или Муниципальный музей Александра Франкони (фр. Musée départemental Alexandre-Franconie) — национальный музей Франции в Кайенне, во Французской Гвиане, основанный в 1901 году. Основу экспозиции составляют предметы естественной истории, археологии и этнографии Французской Гвианы. Широко представлен колониальный быт XIX века.
Музей расположен в Доме Франкони, получившим 8 марта 1986 года статус исторического памятника, а в 2011 году внесённым в список выдающихся зданий Франции. Дом принадлежал семье Франкони, представители которой поселились в Кайенне в XVIII веке. Филантроп и гуманист, Александр Франкони собрал большую библиотеку и коллекцию предметов истории и культуры Гвианы. Его сын и наследник Гюстав Франкони в 1885 году продал здание муниципалитету и завещал библиотеку городу. Дом Франкони был построен в 1824—1842 годах. Самая старая его часть имеет U-образный план с видом на небольшой сад. Здание построено в колониальном стиле. Оно состоит из деревянного каркаса, заполненного кирпичом. Лестницы вдоль авеню Шарля де Голля и пандус для инвалидов устроены для свободного доступа посетителей в музей и библиотеку.

## История
Музей Александра Франкони был основан в 1901 году по инициативе Эмиля Меруара, губернатора Французской Гвианы. После успешного участия Гвианы на Всемирной выставке 1900 года в Париже, губернатор решил открыть в Кайенне музей, посвященный истории и культуре региона. Новый музей должен был заменить прежний, сгоревший во время пожара 1888 года. Открытие состоялось 15 октября 1901 года по случаю праздника города. Первым куратором музея был назначен Эжен Бассьер (1869—1960).
Первая коллекция состояла из экспонатов павильона Французской Гвианы на Всемирной выставке, уцелевших экспонатов старого музея, включая картины из собрания Виктора Шельшера, некоторых предметов из коллекции Александра Франкони и предметов, подаренных губернатором и его братом — художником Полем Меруаром. Первые экспонаты коллекции естественной истории представляли собой охотничьи трофеи, подаренные местными жителями.
В 2003 году центром и органами местного самоуправления было принято решение, по которому музей Александра Франкони должен стать центром музейного комплекса, в который, кроме него, войдёт Музей культуры и памяти Гвианы в здании бывшего госпиталя Жана Мартьяля в Кайенне, также имеющего статус исторического памятника, и Дом-музей Феликса Эбуэ. Планируется строительство реставрационных мастерских и музейных хранилищ в Ремир-Монжоли.

## Коллекция
Современная коллекция музея Александра Франкони включает следующие экспозиции:
- естественная история (флора, фауна, минералогия региона);
- археология;
- этнология;
- краеведение.

Особенный интерес представляет коллекция насекомых священника Ива Барботена, включающая около 4000 образцов, археологические погребальные урны культуры Аристэ из коммуны Уанари и картины каторжника Франсуа Лагранжа.